# Guerrero, Tabasco
Guerrero är en ort i Mexiko.   Den ligger i kommunen Huimanguillo och delstaten Tabasco, i den sydöstra delen av landet, 600 km öster om huvudstaden Mexico City. Guerrero ligger 47 meter över havet och antalet invånare är 102.
Terrängen runt Guerrero är platt. Runt Guerrero är det ganska glesbefolkat, med 43 invånare per kvadratkilometer. Närmaste större samhälle är Chontalpa, 9,7 km nordväst om Guerrero. Trakten runt Guerrero består till största delen av jordbruksmark.